# Девід Файло
Девід Файло (англ. David Filo, нар. 20 квітня 1966, Вісконсин, США) — американський бізнесмен, засновник корпорації Yahoo!Inc.

## Біографія
Девід Файло народився в штаті Вісконсин. У 6 років він переїхав до Мосс-Блафф, штат Луїзіана, передмістя Лейк-Чарльза, штат Луїзіана. Закінчив середню школу Сем Гьюстон, а потім отримав ступінь бакалавра в галузі обчислювальної техніки в Університеті Тулейн  і  Стенфордському університеті. Перебуває у шлюбі з фотографкою і вчителькою Ангелою Буенінг.

## Кар'єра
У квітні 1994 року він спільно з Джеррі Янгом створили сайт під назвою «Джеррі і керівництвом Дейва до World Wide Web», що складається з каталогів інших вебсайтів. Сайт був перейменований в «Yahoo!». Yahoo! став дуже популярним, і Файло і Янг зрозуміли, діловий потенціал Yahoo! Inc.
Yahoo! починав як вебпортал з вебкаталогу надання широкого спектра продуктів і послуг для діяльності в Інтернеті. Зараз є одним з провідних брендів в Інтернеті, завдяки партнерству з телекомунікаційними фірмами, має одну з найвідвідуваніших мереж в інтернеті.